# Izsák Andor

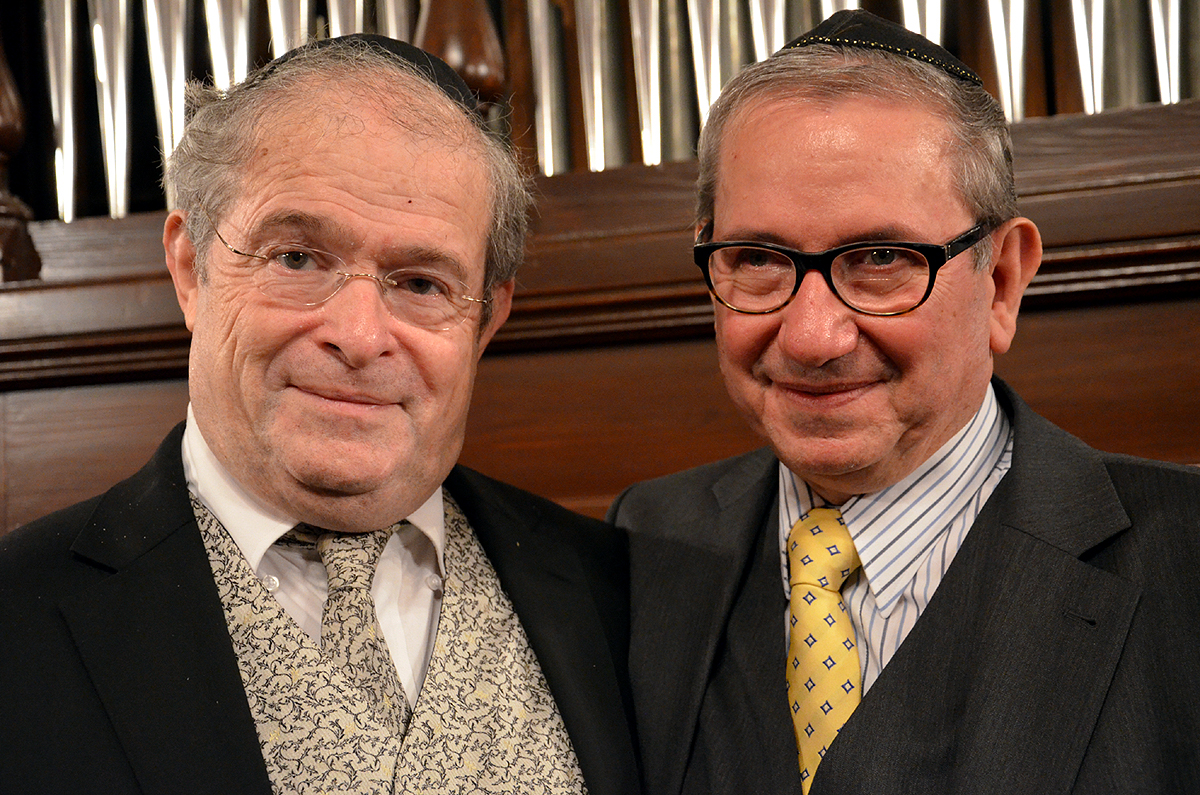
Izsák Andor (jobbra) és Elli Jaffe, a Jeruzsálemi Nagyzsinagóga főzeneigazgatója 2013-ban, a Seligmann Villa nagytermében található orgona előtt.

Izsák Andor (Budapest, 1944. július 6.) magyar orgonista, zenetudós és karmester.

## Életpályája
Izsák Andor ortodox zsidó családban született a budapesti gettóban. Szülei Izsák László (1905–1996) kereskedősegéd és Grünstein Izabella (1909–1990) voltak. Korán felfedezték zenei tehetségét. Gyermekkorában a zenében talált vigasztalást az átélt szerencsétlenségek után. 13 éves korában került kapcsolatba a zsinagóga orgonájával és később a konzervatóriumban orgonálni tanult. Már hallgatóként többször lehetőséget kapott arra, hogy a budapesti Dohány utcai zsinagóga orgonáján játsszon. 
1962-ben megalapította Loránd Mártonnal és Lisznyay Szabó Gáborral a Lewandowski Kórust, és először a holokauszt után újra életre hívta a zsinagógai kóruszenét. Sok éven keresztül oktatott a Bartók Béla Konzervatóriumban és a Fodor Zeneiskolában, kórus- és operavezetőként dolgozott, valamint alapítója volt a Music Information Center (MIC) magyar kirendeltségének, amelyen keresztül nemzetközi kapcsolatokat létesített. Ott találkozott leendő feleségével, Lux Erika zongoraművésszel, akivel 2013-ig együtt dolgozott a Hannoveri Zene, Színház és Média Főiskolán. 
1988-ban Németországba költözött, és részt vett az augsburgi Zsidó Zene Európai Központjának (EZJM) létrehozásában. Müncheni tartózkodása után Hannoverbe ment. A EZJM 1992-ben a Hannoveri Zene, Színház és Média Főiskola alá tartozott, ahol Izsák bevezette a „zsinagógai zene" szakot és megalapította a Hannoveri Zsinagóga Kórust. 2003-ban kinevezték a zsinagógai zene professzorává. 
Munkája középpontjában a náci korszak alatt elpusztult és elveszett zsinagógai zene újbóli felfedezése, a zsinagógai orgonazene, a zsidó zeneszerzők műveinek régi hagyományokon alapuló újjáélesztése áll, pl.: Louis Lewandowski kórusművei. Izsák a zsidó liturgikus zene nagykövetének tekinthető Németországban és egész Európában. Az EZJM publikációs sorozatának szerkesztőjeként nemzetközi koncerteket, előadásokat tart. 2010-ben zsinagógakórusának kíséretében különböző koncertekkel emlékezett az első zsinagógában található orgona felállításának 200. évfordulójára, mely Israel Jacobsonnak köszönhetően Seesen településen található. 

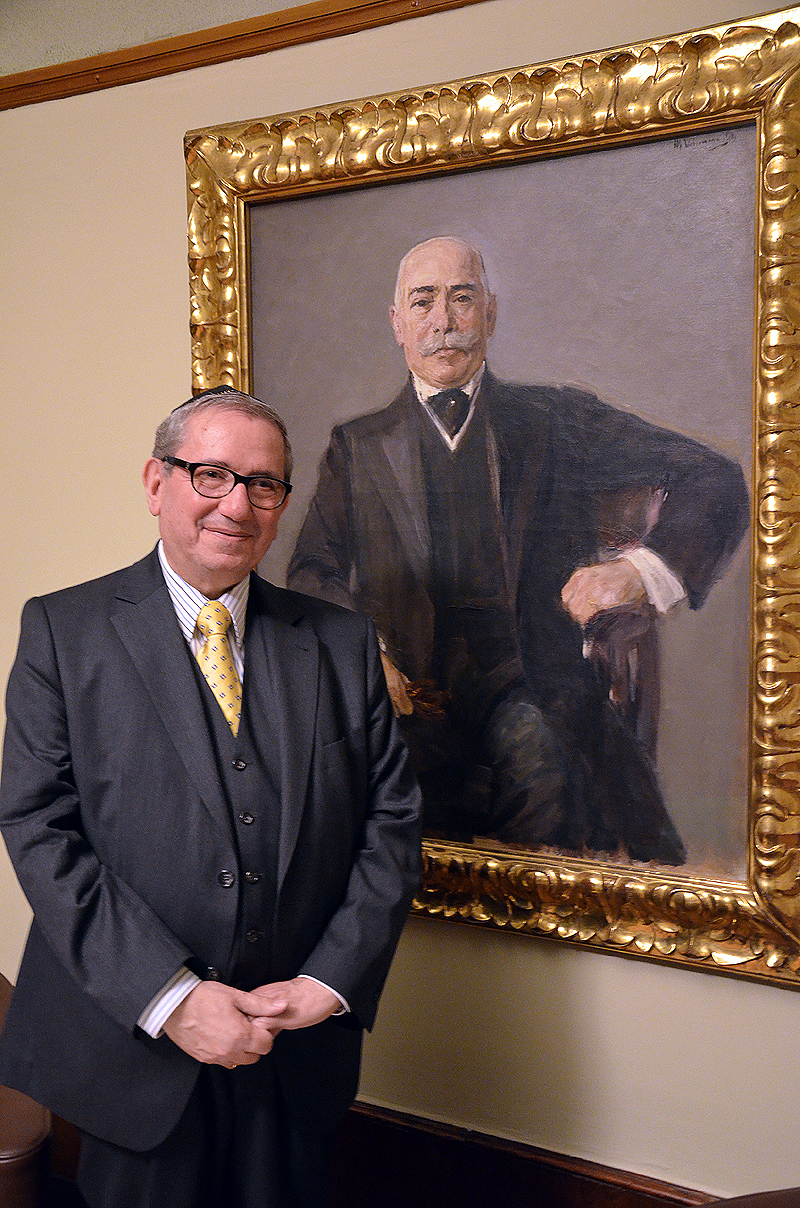
Izsák Andor a Max Liebermann által 1910-ben festett Siegmund Seligmann portré előtt, a Seligmann Villában

A Siegmund Seligmann Alapítvány elnökeként 2008-ban részt vett a hannoveri Siegmund Seligmann magánvilla megvásárlásában az EZJM számára. A villát 2012. január 17-én avatta fel Christian Wulff, akkori szövetségi elnök, valamint tartományi- és helyi politikai vezetők. A zsinagógai zene, amelyet ma számos kiemelkedő kórus gyakorol, állandó otthont talált az intézményben.
Körülbelül két évtized után, amit az EZJM igazgatójaként töltött, Izsák Andor 2012. október 1-jén hivatalosan nyugdíjba ment. A mai napig, a Siegmund Seligmann Alapítvány tiszteletbeli elnökeként, továbbra is koncertesemények megvalósítását segíti elő. A karmester és „orgonavadász” előadásain, turnéin és könyvein keresztül adja tovább tudását.

## Díjai, kitüntetései
- 2002: Alsó-Szászország érdemrendjének nagykeresztje
- 2007: Az ökumenikus Biblia és Kultúra Alapítvány tiszteletbeli díja, amelyet a Német Bibliatársaság adományozott számára
- 2016: Stefan Schostok polgármester kitüntette a városházán Hannover város jelvényével[6]

## Kiadványai
- (Szerk.): Louis Lewandowski: 18 liturgische Psalmen für Soli, 4stg. gemischten Chor und Orgel. Breitkopf & Härtel, 1995.
- (Szerk.): “Niemand wollte mich hören …” Magrepha – Die Orgel in der Synagoge. Forum des Niedersächsischen Landesmuseums Hannover November 1999–April 2000.
- (Szerk.): Geschichte und Vision. 100 Jahre Villa Seligmann. Hrsg. von der Siegmund Seligmann Stiftung. gutenberg beuys, Hannover 2006.
- (Szerk.): Israel Alter – Scrapbook. 1. Auflage des Faksimiles mit Texten in deutschen, englisch und hebräisch. Georg Olms Verlag, Hildesheim 2013.
- EZJM: CD-Reihe "Die Stimme der Synagoge" , Vol. (saját kiadás)
- Schriftenreihe des EZJM, (Selbstverlag) Vol. I–VIII.

## Televízió (válogatás)
- Az ARTE 2011. szeptember 12-én méltatta tevékenységét a „Die Musik der Synagogen" című műsorában
- 2018. november 10-én a Hallo Niedersachsen című televíziós műsorban mutatták be[7]

## Külső hivatkozások
- Irodalom tőle és róla a Német Nemzeti Könyvtár katalógusában
- Organist Izsák über die Musik der Synagogen, taz, 2010. július 18.

## Fordítás
- Ez a szócikk részben vagy egészben  az   Andor Izsák című német Wikipédia-szócikk ezen változatának fordításán alapul.  Az eredeti cikk szerkesztőit annak laptörténete sorolja fel. Ez a jelzés csupán a megfogalmazás eredetét és a szerzői jogokat jelzi, nem szolgál a cikkben szereplő információk forrásmegjelöléseként.